# Champ-sur-Barse
Champ-sur-Barse est une commune française située dans le département de l'Aube en région Grand-Est.
Elle fait partie de la communauté de communes des Rivières et du parc naturel régional de la forêt d'Orient.

## Géographie

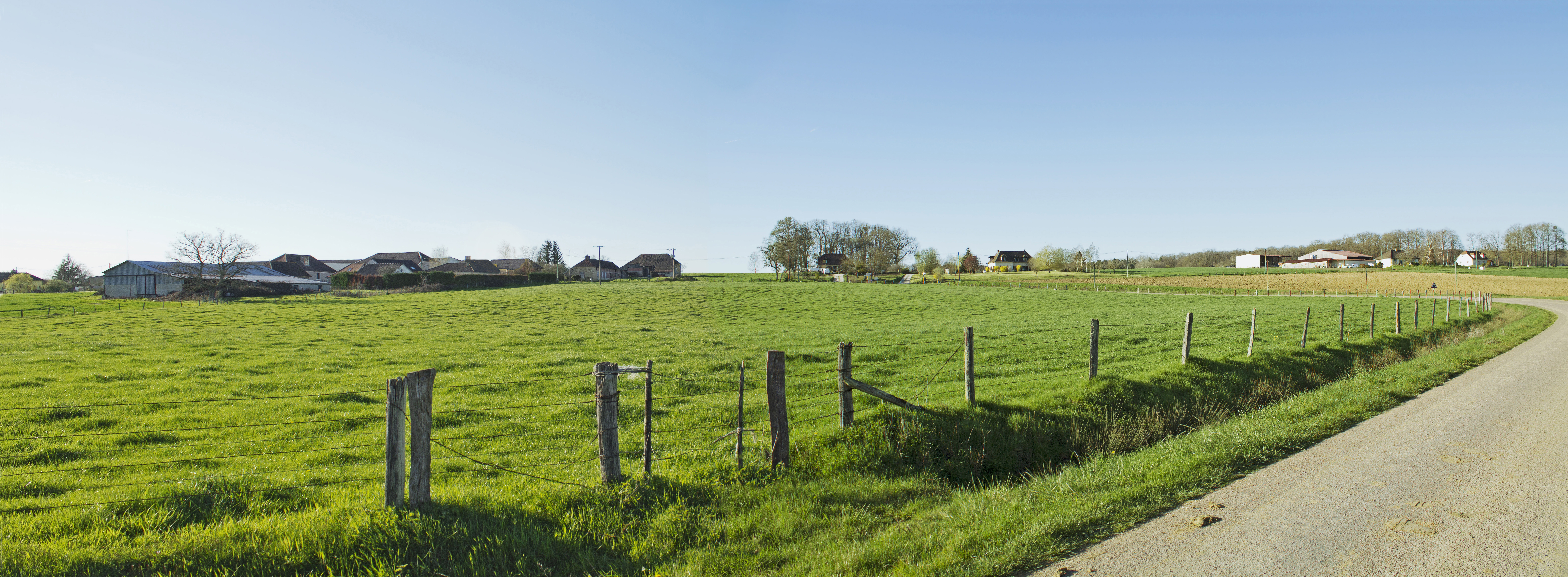
Le village côté Barse.

Proche du lac d'Orient, la commune est un territoire de 7,1 km2 allongé nord-sud en travers de la Barse, rivière qui sert, plus en aval, de canal de sortie au lac-réservoir. Bordant les forêts du Temple et du Grand-Orient, Champ-sur-Barse reste dans la vocation forestière du parc régional de la Forêt-d'Orient, la sylviculture couvrant près des deux tiers de son finage. Le reste des surfaces se partage entre agriculture et pâturages dans le val de la Barse qui participent à l'élaboration des produits laitiers locaux. La limite de territoire à l'ouest suit le ru des Blines qui coule en partie sur les communes voisines, deux des sept étangs artificiels qui ont été installés sur son cours sont situés sur la commune. Le point culminant se trouve au sud sur la route de Thieffrain, au lieu-dit les Quatre-Chemins (181 m), et c'est la Barse qui donne le point bas (137 m) à sa sortie de territoire à l'ouest.
L'habitat est central à ses terres, il s'allonge sur un kilomètre le long de la D 179, pratiquement de la limite ouest à la limite est de la commune, d'abord le village lui-même, puis la ferme de Champ-Roy après le croisement avec la route qui franchit la Barse pour relier l'ex-route nationale, et enfin la ferme de la Marque.

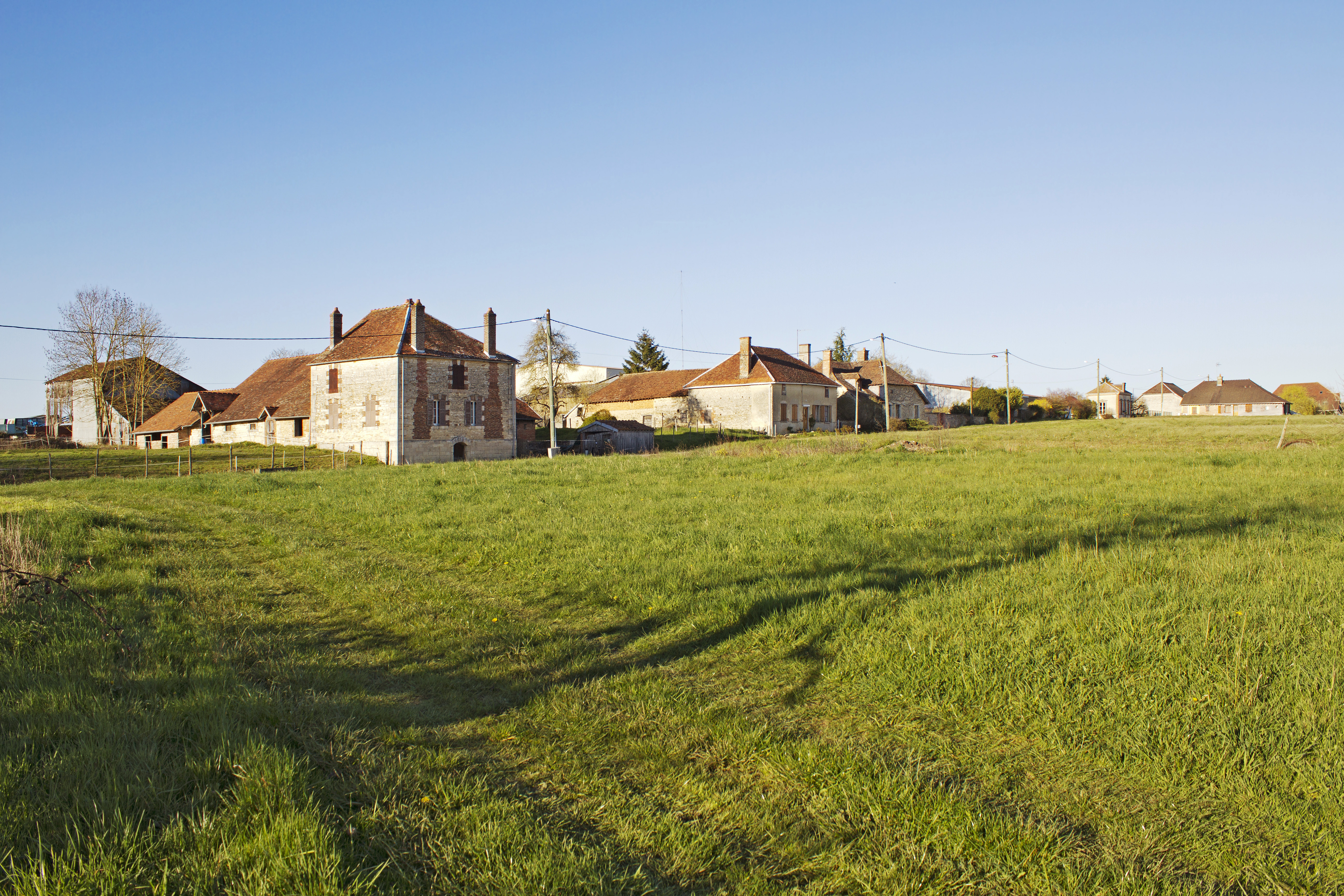
Champ-sur-Barse.
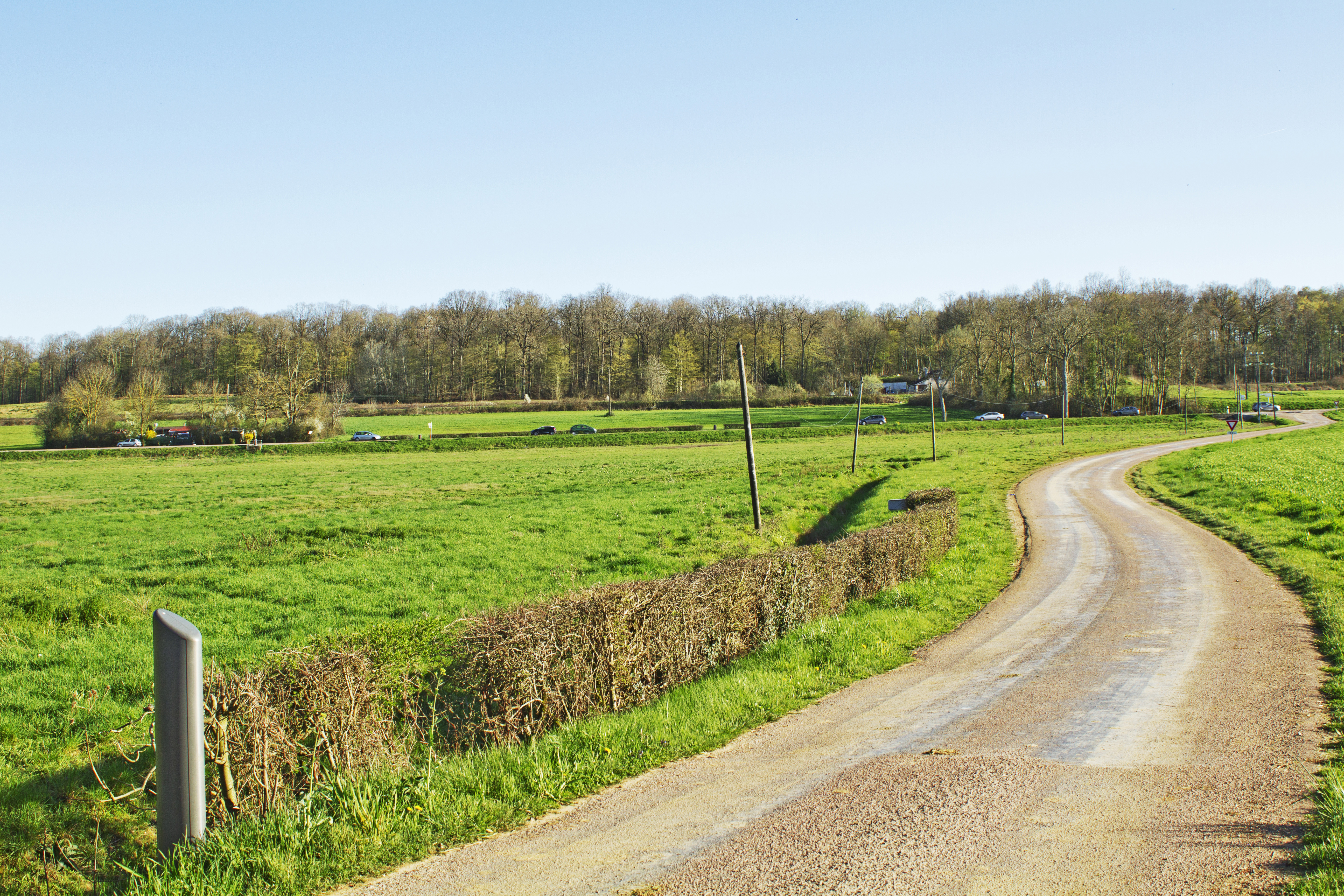
Route reliant la D 179 à l'ex-N 19 (croisement de la Vinoterie).
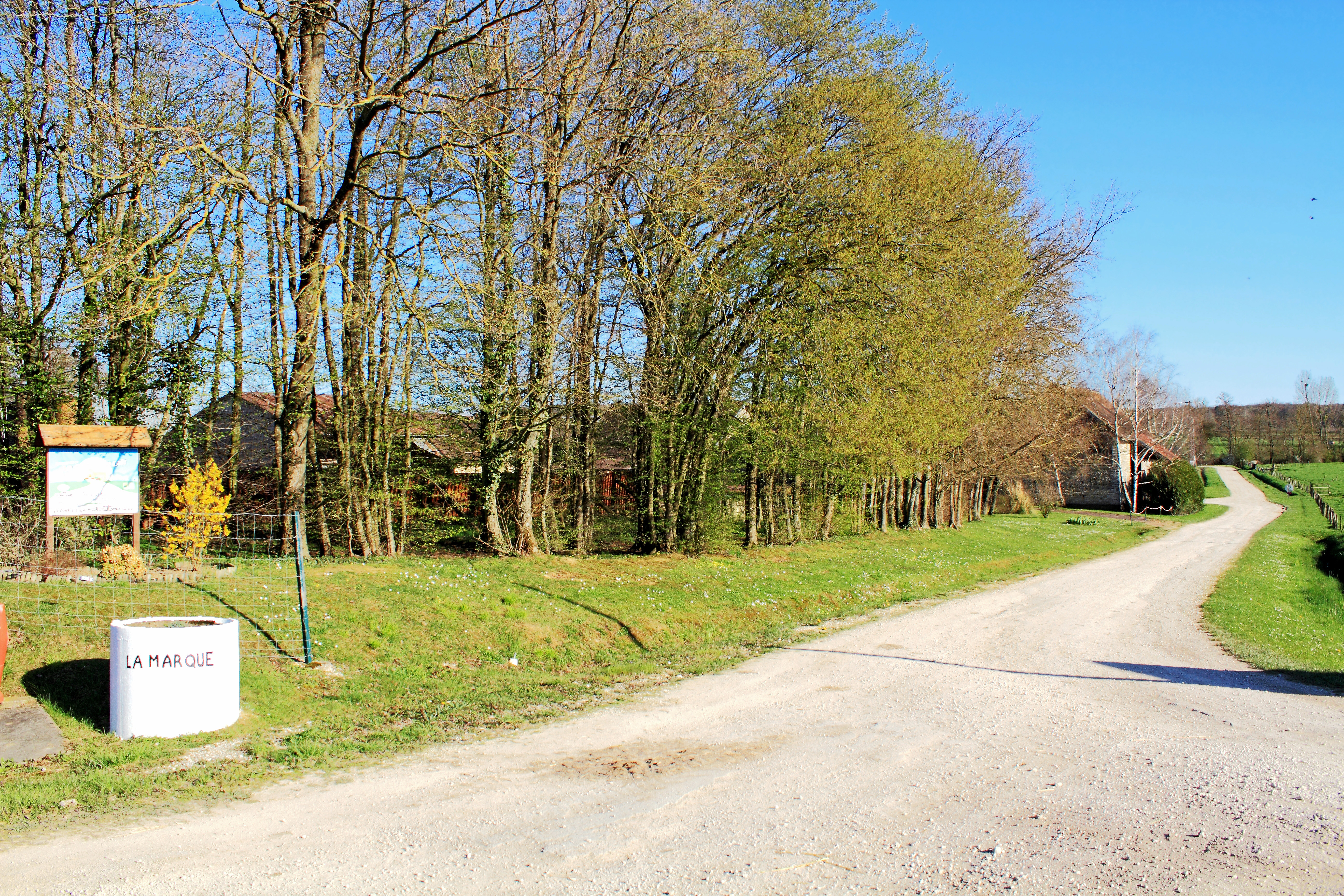
Le chemin de la Marque relie aussi la D 179 à l'ex-N 19.

### Communes limitrophes
| - OpenStreetMap Limite communale |

### Hydrographie
La commune est dans la région hydrographique « la Seine de sa source au confluent de l'Oise (exclu) » au sein du bassin Seine-Normandie. Elle est drainée par la Barse, le ruisseau de l'Étang de Fort en Paille et le Fossé 01 de la commune de Vendoeuvre-sur-Barse,.
La Barse, d'une longueur de 50 km, prend sa source dans la commune de Puits-et-Nuisement et se jette  dans la Seine à La Chapelle-Saint-Luc, après avoir traversé 17 communes.  Elle passe de 146 m à 137 m pour un parcours d'environ 2,7 km (1,8 km à vol d'oiseau), faible pente à l'origine d'un parcours sinueux qui arrose généreusement les prairies. Elle fait partie du bassin versant de la Seine qu'elle rejoint près de Troyes. Sur sa rive droite elle reçoit le ru des Signes qui source en forêt du Temple et qui alimente sept étangs sur son cours de sept kilomètres… c'est une zone importante en Champagne humide qui accueille des oiseaux migrateurs, au cœur du parc naturel régional de la Forêt d'Orient classé Ramsar. Ce ruisseau marque la limite ouest de la commune, le deuxième et le dernier de ces étangs font partie de la commune (étang Prévot et l'étang sud), ainsi qu'une petite partie du troisième (l'étang du lieu-dit les Blines). En rive gauche de la Barse plus en amont aboutit vers la Vinoterie un ruisseau d'environ 2,5 km pas toujours alimenté qui descend du lieu-dit la Bécassière sur la commune de Vendeuvre-sur-Barse.

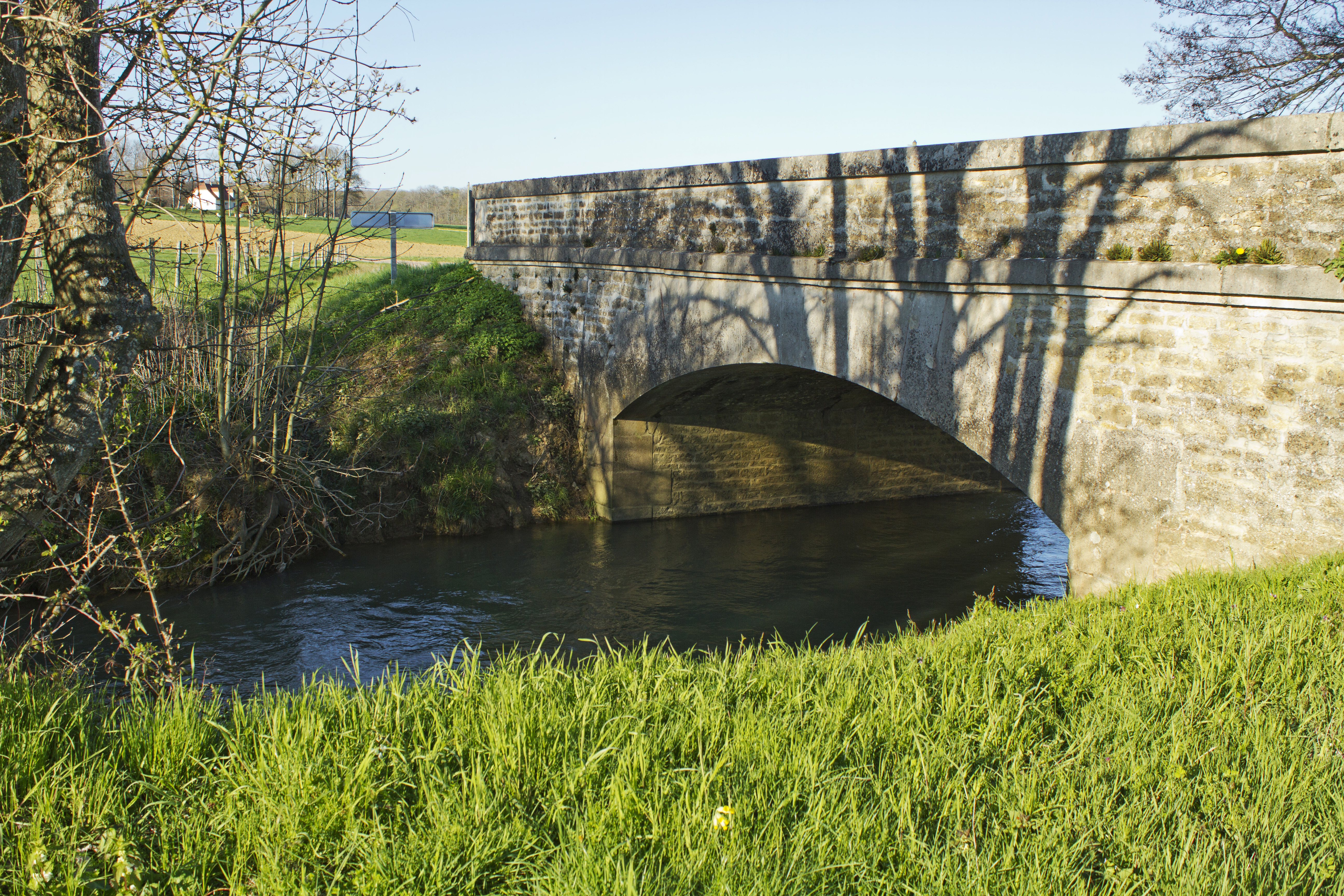
Pont de 1849 sur la Barse...
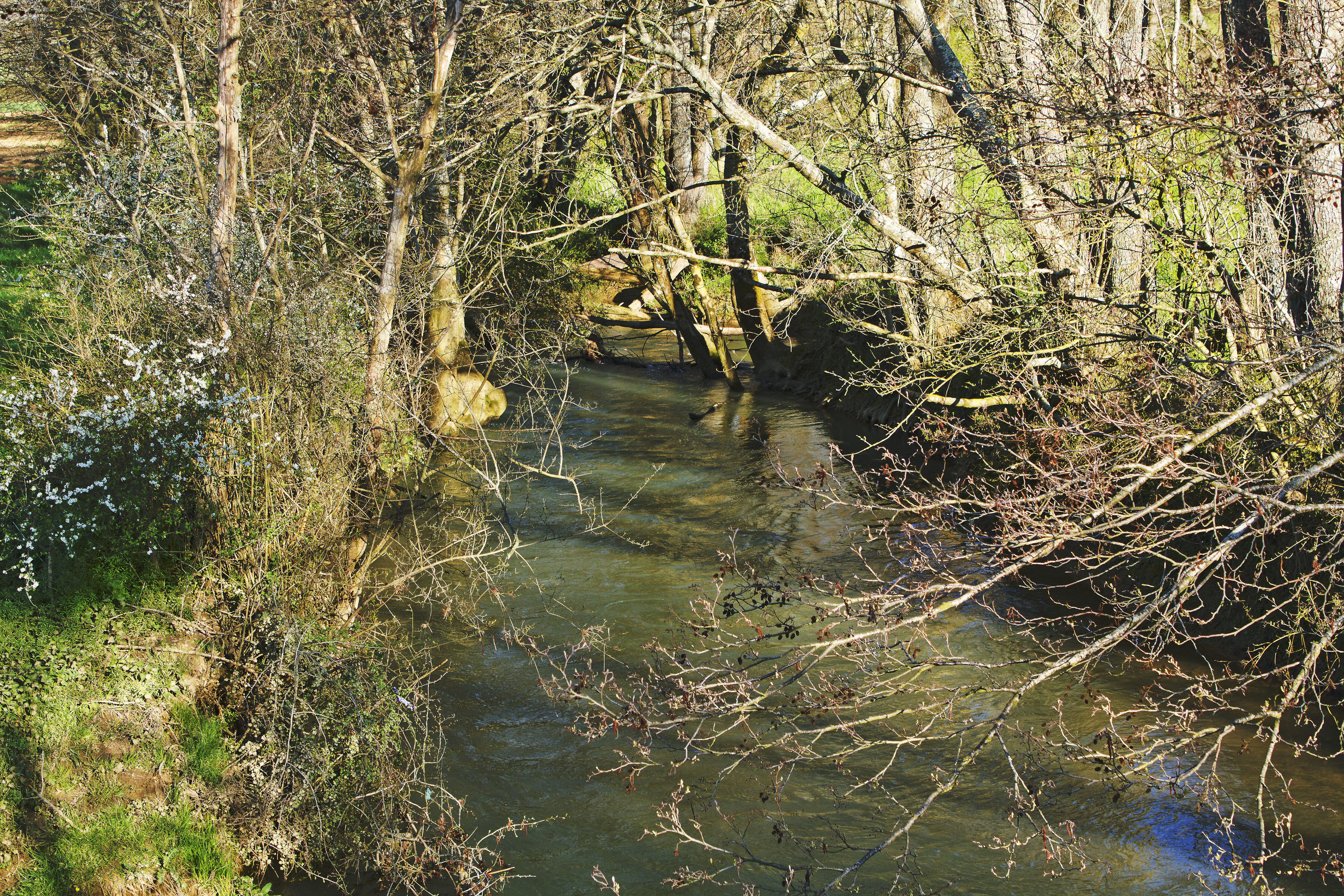
…qui est ici à sept km de sa source.
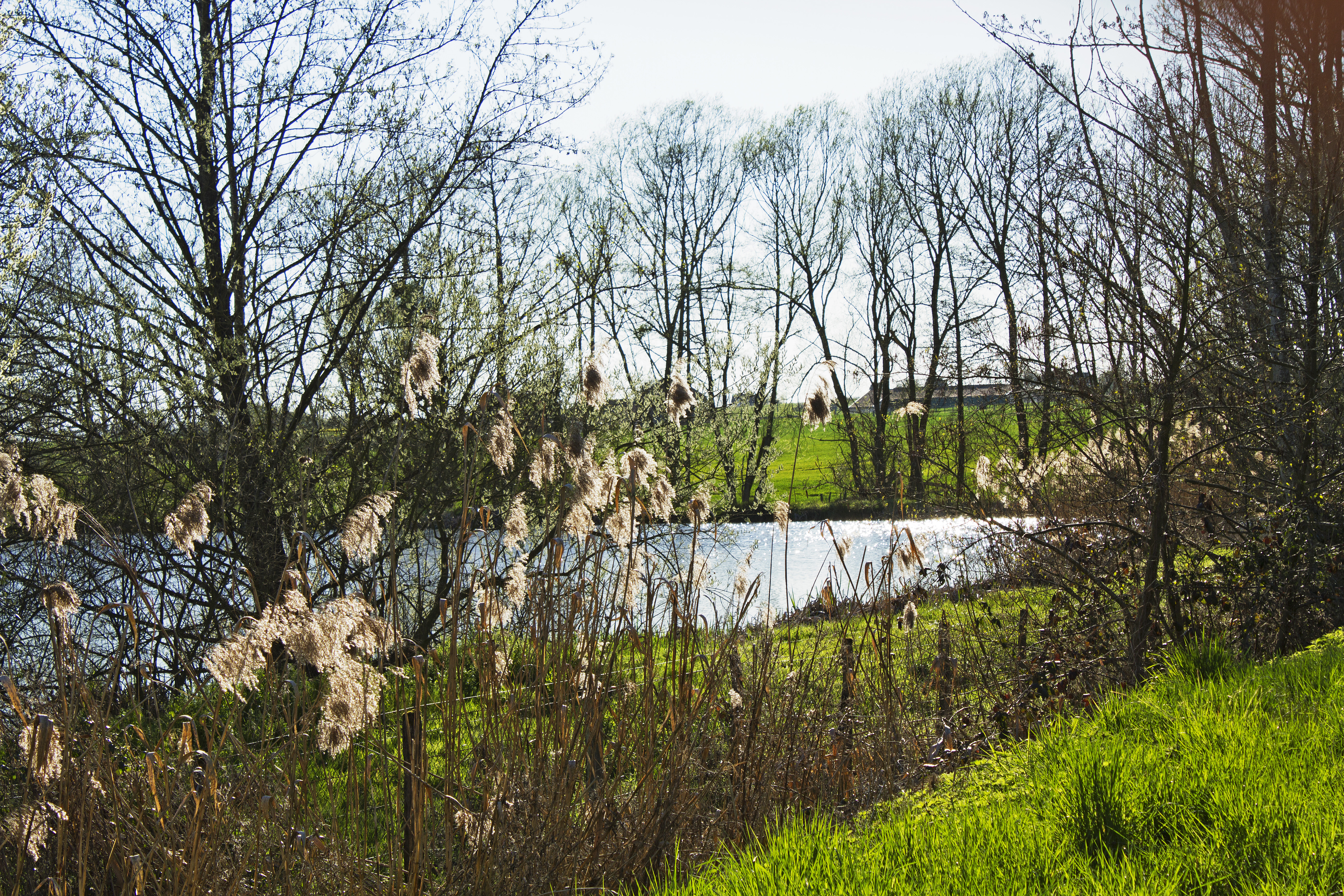
Étang sud près de la confluence avec la Barse...
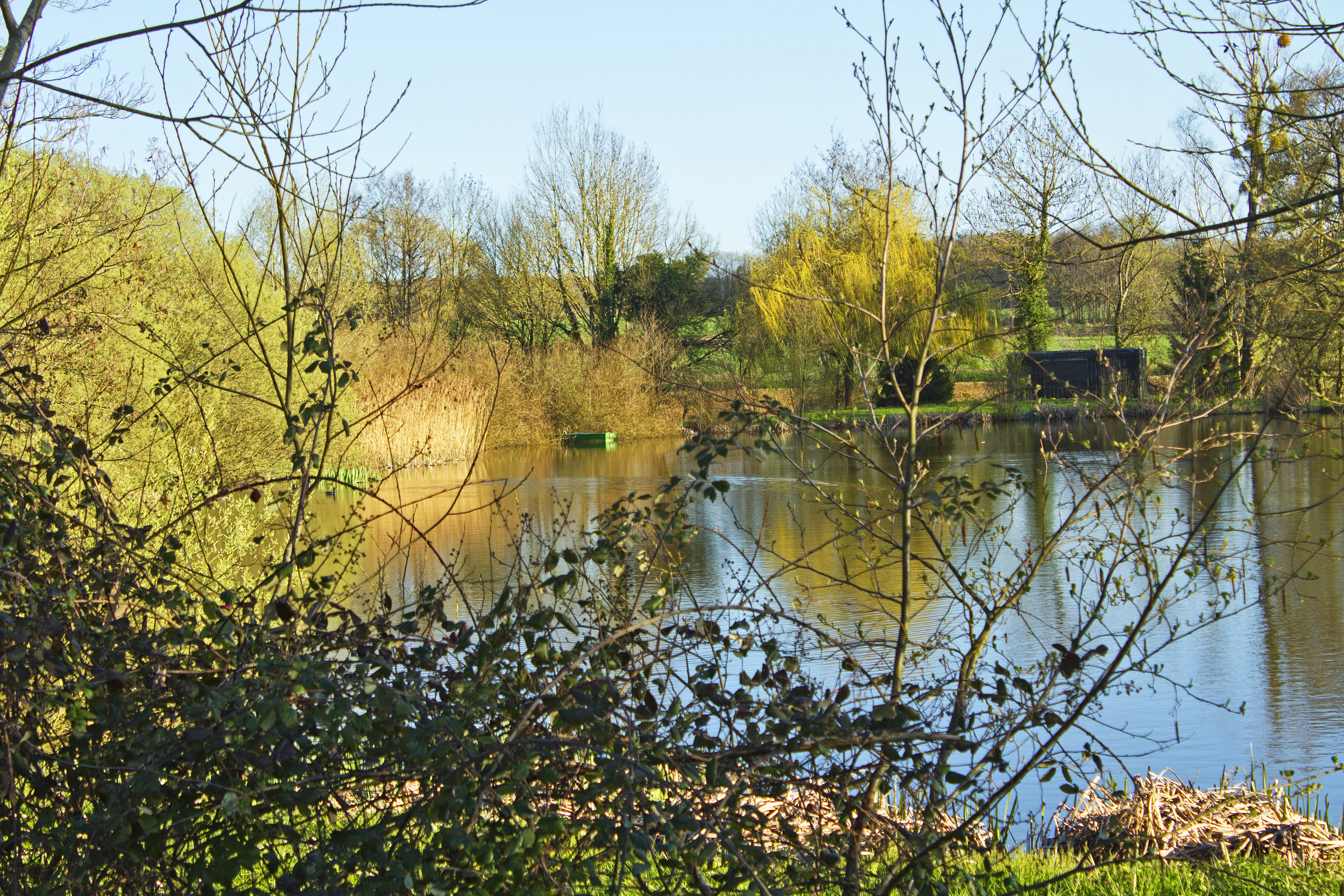
…le dernier des sept étangs sur le ru des Blines.

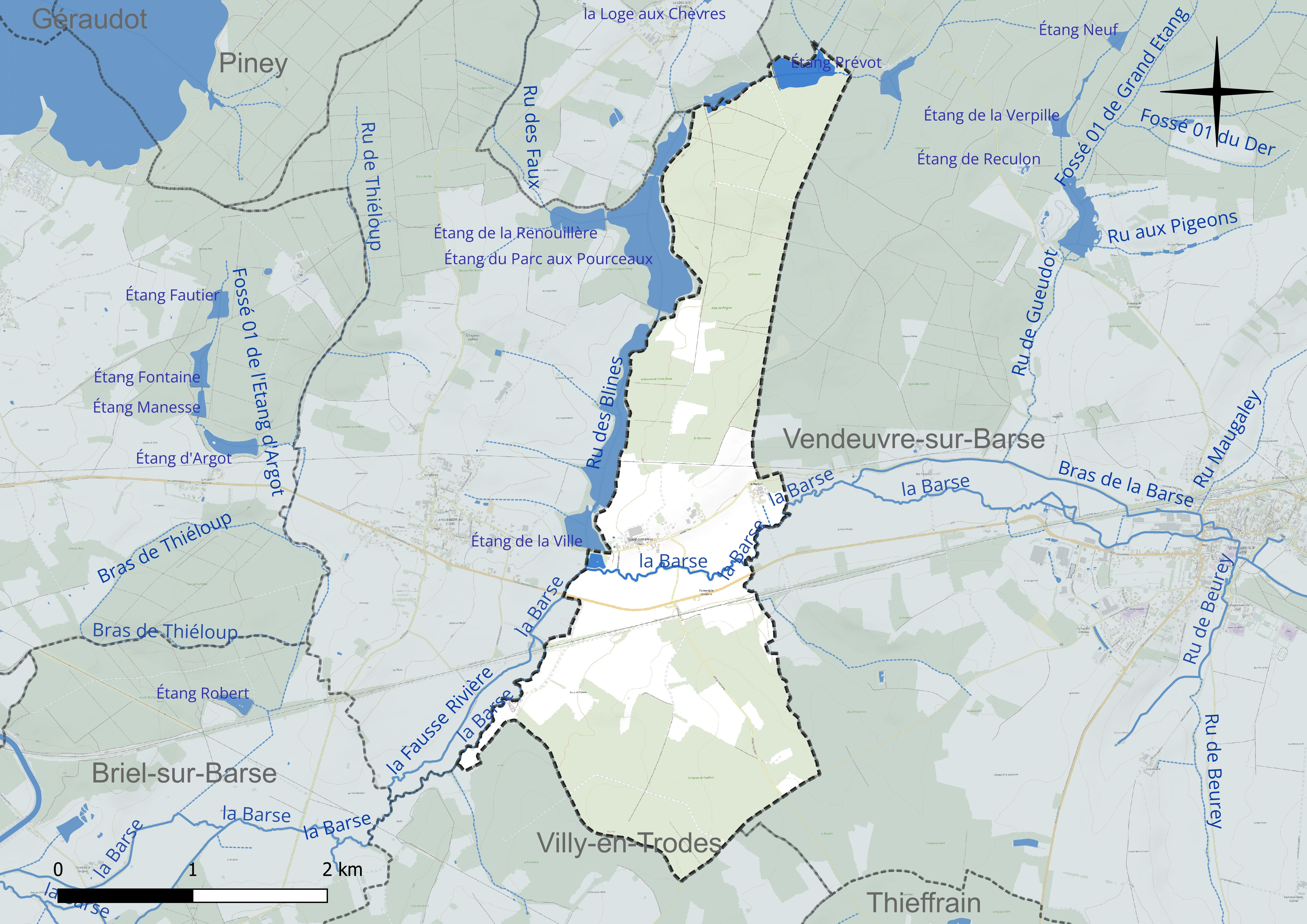
Réseau hydrographique de Champ-sur-Barse.

Deux plans d'eau complètent le réseau hydrographique : l'étang de Fort en Paille, d'une superficie totale de 16,9 ha (0 ha sur la commune) et l'étang Prévot (7,6 ha),.

### Climat
Pour des articles plus généraux, voir Climat du Grand Est et Climat de l'Aube.
En 2010, le climat de la commune est de type climat océanique dégradé des plaines du Centre et du Nord, selon une étude du Centre national de la recherche scientifique s'appuyant sur une série de données couvrant la période 1971-2000. En 2020, Météo-France publie une typologie des climats de la France métropolitaine dans laquelle la commune est exposée à un climat océanique altéré et est dans la région climatique Lorraine, plateau de Langres, Morvan, caractérisée par un hiver rude (1,5 °C), des vents modérés et des brouillards fréquents en automne et hiver.
Pour la période 1971-2000, la température annuelle moyenne est de 10,5 °C, avec une amplitude thermique annuelle de 15,8 °C. Le cumul annuel moyen de précipitations est de 784 mm, avec 12,3 jours de précipitations en janvier et 8,2 jours en juillet. Pour la période 1991-2020, la température moyenne annuelle observée sur la station météorologique de Météo-France la plus proche, « Mesnil-Saint-Père », sur la commune de Mesnil-Saint-Père à 5 km à vol d'oiseau, est de 11,4 °C et le cumul annuel moyen de précipitations est de 772,6 mm. 
La température maximale relevée sur cette station est de 41 °C, atteinte le 25 juillet 2019 ; la température minimale est de −20,5 °C, atteinte le 2 janvier 1997,,.
Les paramètres climatiques de la commune ont été estimés pour le milieu du siècle (2041-2070) selon différents scénarios d'émission de gaz à effet de serre à partir des nouvelles projections climatiques de référence DRIAS-2020. Ils sont consultables sur un site dédié publié par Météo-France en novembre 2022.

## Urbanisme

### Typologie
Au 1er janvier 2024, Champ-sur-Barse est catégorisée commune rurale à habitat très dispersé, selon la nouvelle grille communale de densité à 7 niveaux définie par l'Insee en 2022.
Elle est située hors unité urbaine et hors attraction des villes,.

### Occupation des sols
L'occupation des sols de la commune, telle qu'elle ressort de la base de données européenne d’occupation biophysique des sols Corine Land Cover (CLC), est marquée par l'importance des forêts et milieux semi-naturels (65,6 % en 2018), une proportion identique à celle de 1990 (65,6 %). La répartition détaillée en 2018 est la suivante : 
forêts (65,6 %), terres arables (29,5 %), prairies (4,2 %), eaux continentales (0,7 %). L'évolution de l’occupation des sols de la commune et de ses infrastructures peut être observée sur les différentes représentations cartographiques du territoire : la carte de Cassini (XVIIIe siècle), la carte d'état-major (1820-1866) et les cartes ou photos aériennes de l'IGN pour la période actuelle (1950 à aujourd'hui).

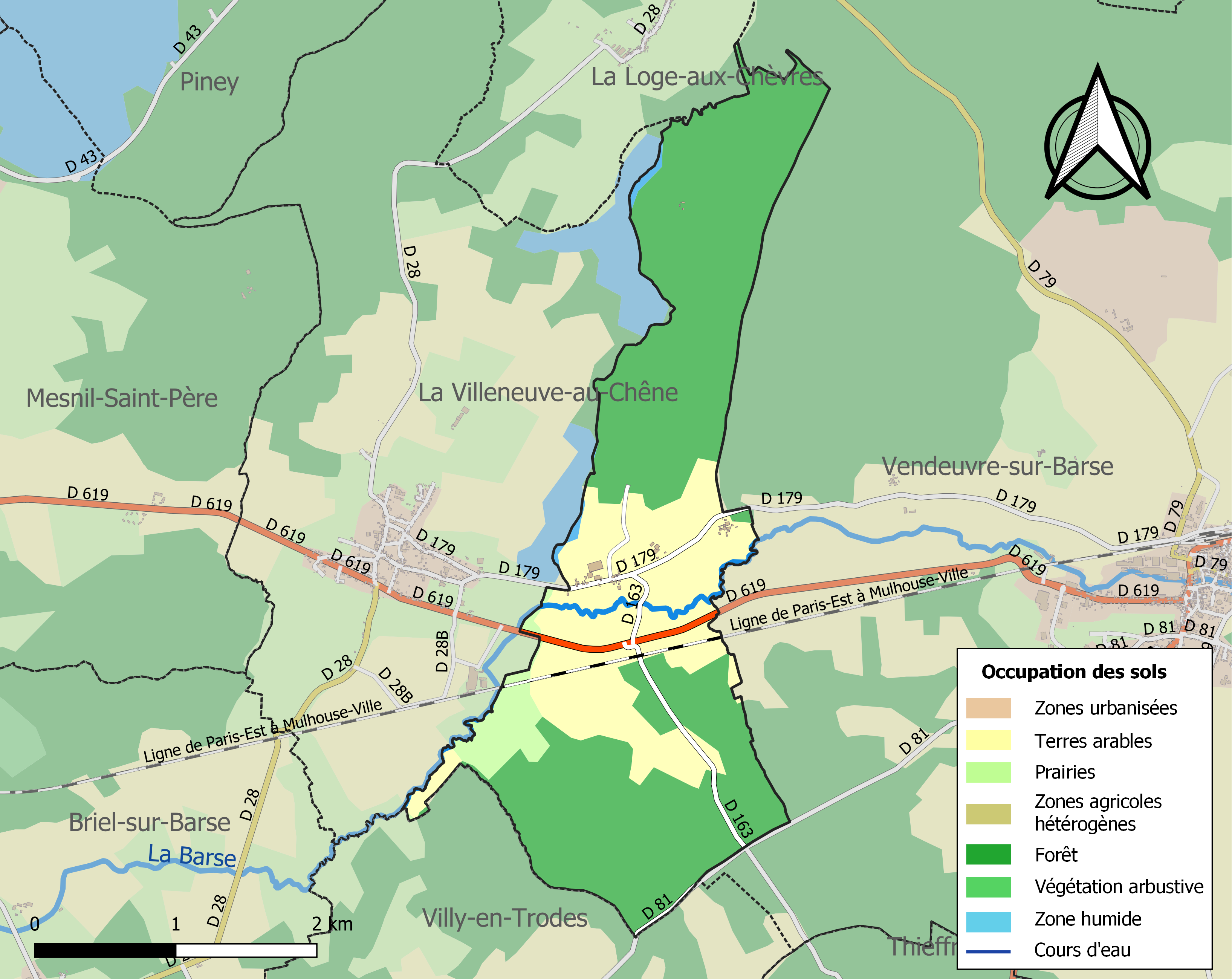
Carte des infrastructures et de l'occupation des sols de la commune en 2018 (CLC).

### Voies de communication et transports
Trois axes traversent la commune d'est en ouest, la ligne ferroviaire de Paris-Est à Mulhouse-Ville (ex ligne 4 Paris-Bâle), la D 619 (ex-RN 19) qui passe à 500 m au sud de la zone habitée, et la D 179 qui forme la rue principale du village et qui relie Vendeuvre-sur-Barse à la Villeneuve-au-Chêne. Un pont sur la Barse permet de rejoindre la D 179 à la D 619 au lieu-dit la Vinoterie, de là part vers le sud la D 163 qui monte sur le plateau en traversant les bois, pour rejoindre Thieffrain. Le nord de la commune n'est parcouru que de belles voies forestières, les deux principales vont jusqu'aux étangs sur le ru des Blines.
Le GR 654 et le GRP des Deux-Bars longe parfois à moins de 500 m la limite de territoire à l'ouest (sur la rive opposée des étangs, commune de la Villeneuve-au-Chêne) sur environ 4 km.
L'A5 traverse le plateau à une huitaine de kilomètres au sud, elle est accessible par la  22 près de Magnant, 2 km au sud de Thieffrain.

### Hameaux, écarts, lieux-dits
La population est regroupée dans le village, la commune n'a pas de hameaux rattachés ni d'habitations isolées.
- Habitat ou bâti écarté : ferme de la Marque, ferme du Champ-Roy, la Vinoterie, Couveau, Pogain (ruines de la tuilerie).
- Lieux-dits d'intérêt local : Pidance, voie de la Marque, étang Prévot, garenne de-Fort-en-Paille, bois : le Chemin-de-Thieffrain au sud, bois de Pogain au nord.

## Toponymie
Attestée sous la forme Champ Roi en 1550.

## Histoire
D'après l'inscription sur la cloche de la mairie répertoriée aux Monuments Historiques, le village appartenait à la paroisse de Vendeuvre et se nommait Champ-au-Roy en 1978 : "L'AN 1778 J'AY ETE BENIE PAR MAITRE J.B. BLAMPOIX CURE DE VENDEUVRES ET DU CHAMP-AU-ROY".
On trouve "Champ-Roi" en 1550, puis "Champ-au-Roi" en 1633, et ce sera "Champ-au-Peuple" à la Révolution. "ChampauRoy" figure sur la carte de Cassini, la carte de Sanson de 1679 indique Chauverny…
Il ne semble pas exister d'archives antérieures à 1550, le village est à l'époque une seigneurie dépendant de la châtellenie de Vendeuvre. Un inventaire de la seigneurie mentionne en 1633 "moulin banal et gagnage du moulin de Champ-au-Roi" et leur disparition en 1687. En 1641, le lieu devient baronnie de la Villeneuve-au-Chêne.
La cloche provient de l'ancienne chapelle Saint-Barthélemy démolie vers 1815-1820, elle avait été construite en 1550 et avait été vendue à la Révolution. Les fidèles souhaiteront alors être rattachés à la paroisse de la Villeneuve, plus proche que Vendeuvre, d'autant que certains travaillent aux hauts-fourneaux installés dans ce village en 1838, et dans les tuileries alentour.
L'activité métallurgique avait disparu dans l'Aube au XVIe siècle, elle reprendra au XIXe d'abord avec l'extraction du minerai de fer à Champs-sur-Barse par le maître de forge de Châtillon-sur-Seine Cailletet-Lapérouse à partir de 1816.
Au milieu du XIXe on comptera jusqu'à 114 habitants, mais les guerres de 1870 et de 1914 viendront détruire cette économie métallurgique, et il ne restera que 39 habitants en 1921.

Monument aux morts construit en 1922, décoré de 2 canons de tranchée avec leurs affûts et 4 obus.
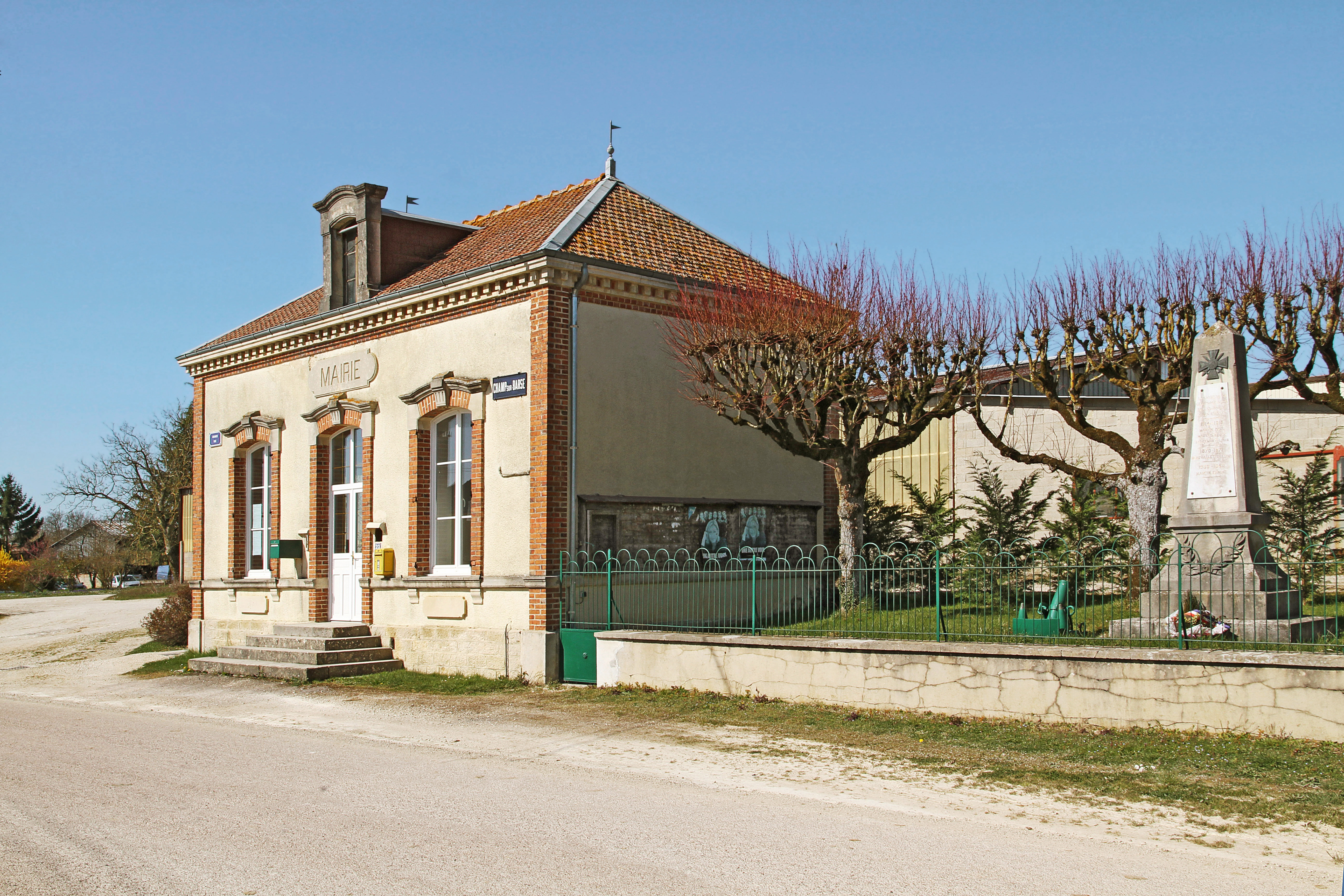
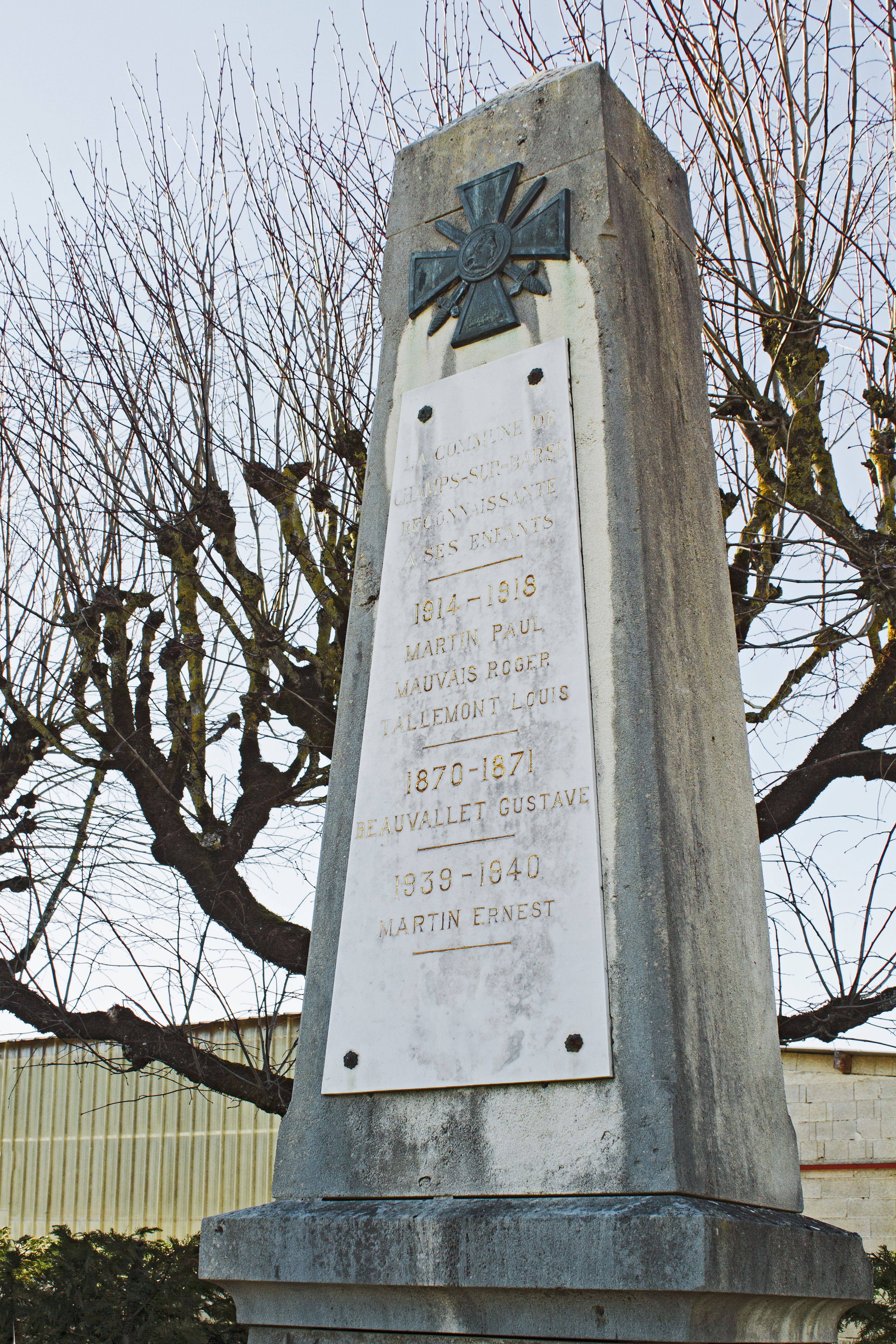
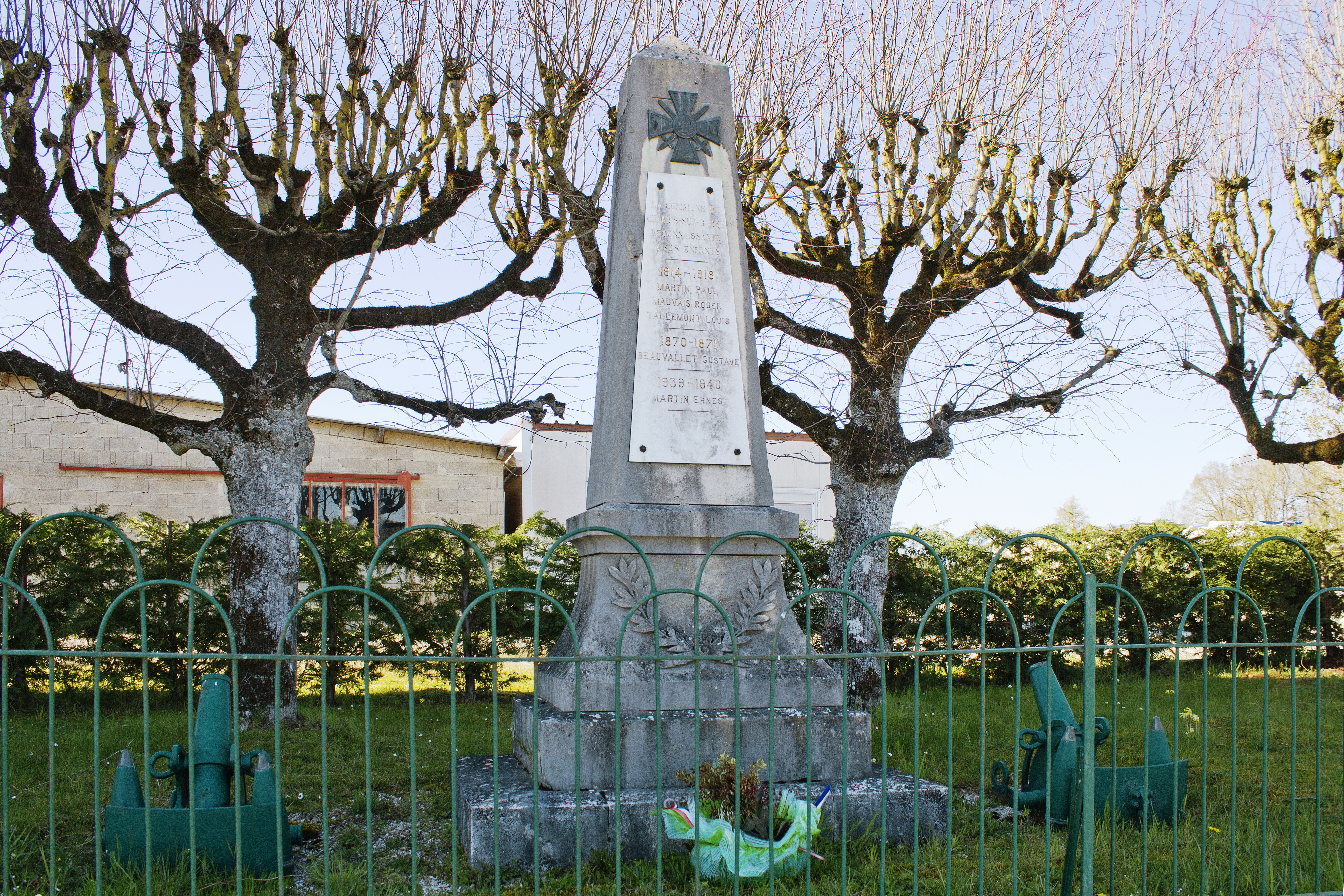

## Politique et administration

### Rattachements administratifs
La commune fait partie de la communauté de communes des Rivières et du parc naturel régional de la forêt d'Orient.

### Liste des maires

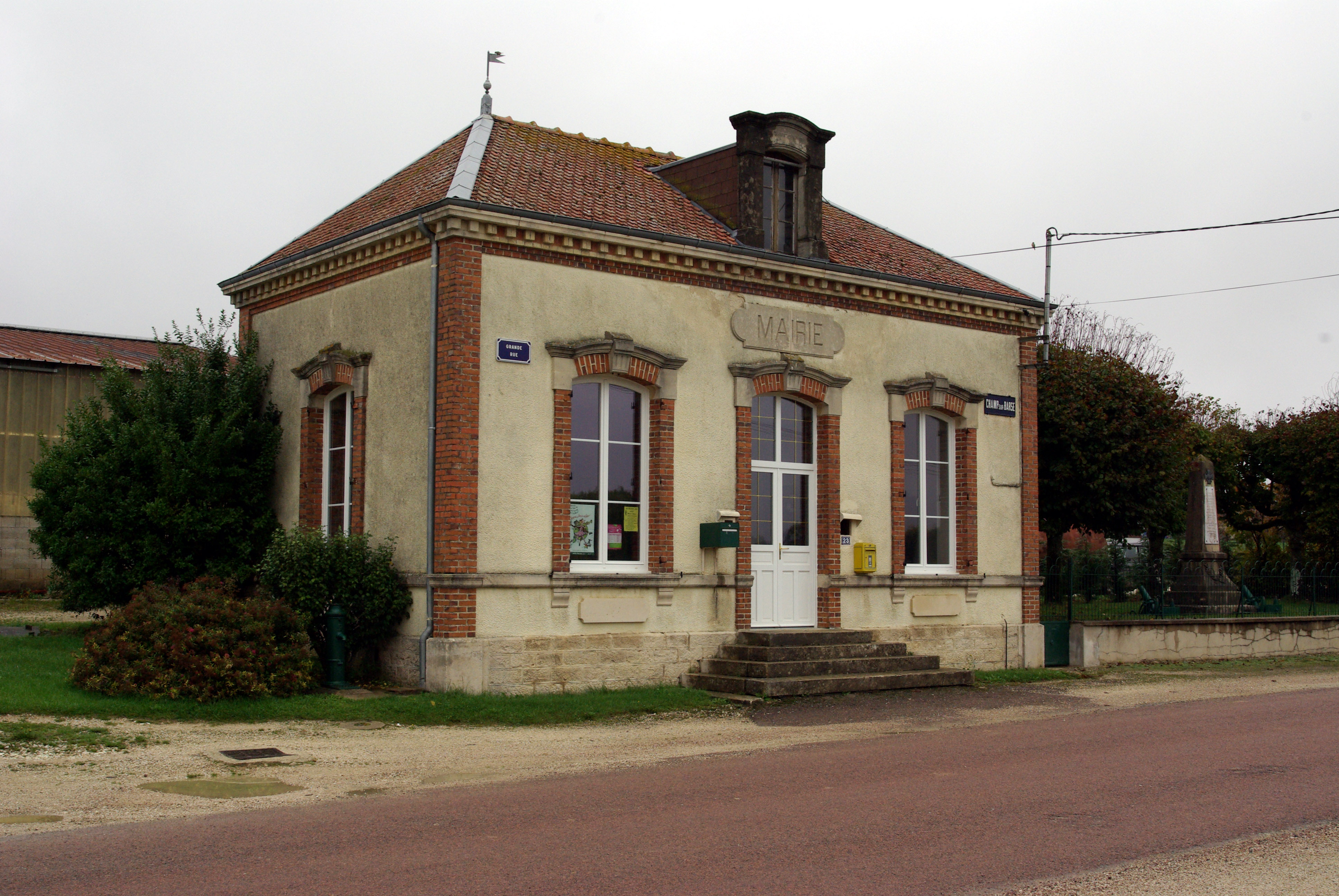
La mairie.

| Période                                  | Période                     | Identité         | Étiquette | Qualité     |
| ---------------------------------------- | --------------------------- | ---------------- | --------- | ----------- |
| Les données manquantes sont à compléter. |                             |                  |           |             |
| mars 2001                                | En cours (au 30 avril 2014) | Francis Desimpel | DVD       | Agriculteur |

## Démographie
L'évolution du nombre d'habitants est connue à travers les recensements de la population effectués dans la commune depuis 1793. Pour les communes de moins de 10 000 habitants, une enquête de recensement portant sur toute la population est réalisée tous les cinq ans, les populations de référence des années intermédiaires étant quant à elles estimées par interpolation ou extrapolation. Pour la commune, le premier recensement exhaustif entrant dans le cadre du nouveau dispositif a été réalisé en 2007.

En 2022, la commune comptait 26 habitants, en évolution de −3,7 % par rapport à 2016 (Aube : +0,7 %, France hors Mayotte : +2,11 %).
| 1793 | 1800 | 1806 | 1821 | 1831 | 1836 | 1841 | 1846 | 1851 |
| ---- | ---- | ---- | ---- | ---- | ---- | ---- | ---- | ---- |
| 83   | 91   | 87   | 72   | 92   | 79   | 96   | 92   | 108  |

| 1856 | 1861 | 1866 | 1872 | 1876 | 1881 | 1886 | 1891 | 1896 |
| ---- | ---- | ---- | ---- | ---- | ---- | ---- | ---- | ---- |
| 108  | 94   | 114  | 68   | 79   | 62   | 66   | 70   | 54   |

| 1901 | 1906 | 1911 | 1921 | 1926 | 1931 | 1936 | 1946 | 1954 |
| ---- | ---- | ---- | ---- | ---- | ---- | ---- | ---- | ---- |
| 54   | 44   | 58   | 39   | 38   | 44   | 39   | 57   | 59   |

| 1962 | 1968 | 1975 | 1982 | 1990 | 1999 | 2006 | 2007 | 2012 |
| ---- | ---- | ---- | ---- | ---- | ---- | ---- | ---- | ---- |
| 53   | 42   | 43   | 46   | 45   | 34   | 34   | 34   | 30   |

| 2017 | 2022 | - | - | - | - | - | - | - |
| ---- | ---- | - | - | - | - | - | - | - |
| 27   | 26   | - | - | - | - | - | - | - |

## Culture locale et patrimoine

### Lieux et monuments
En 2015 la commune n'a pas de monument classé à l'inventaire des monuments historiques, 2 objets sont répertoriés à l'inventaire général du patrimoine culturel.
- Cloche de la mairie, fondue par L. B. Bollée et J.F. Michaud en 1778, elle a été baptisée Élisabeth et provient de l'ancienne chapelle (répertoriée IGPC 1990)[31].
- Ferme pédagogique de la Marque qui reçoit des groupes (scolaires, familles, associations...) sur rendez-vous[32].
- Fromagerie produisant le « Champ-sur-Barse »[33] dans la ferme du Champ-Roy, fromage fabriqué selon les méthodes traditionnelles, avec plusieurs variantes : aux herbes, au poivre, cendré, affiné[34]...

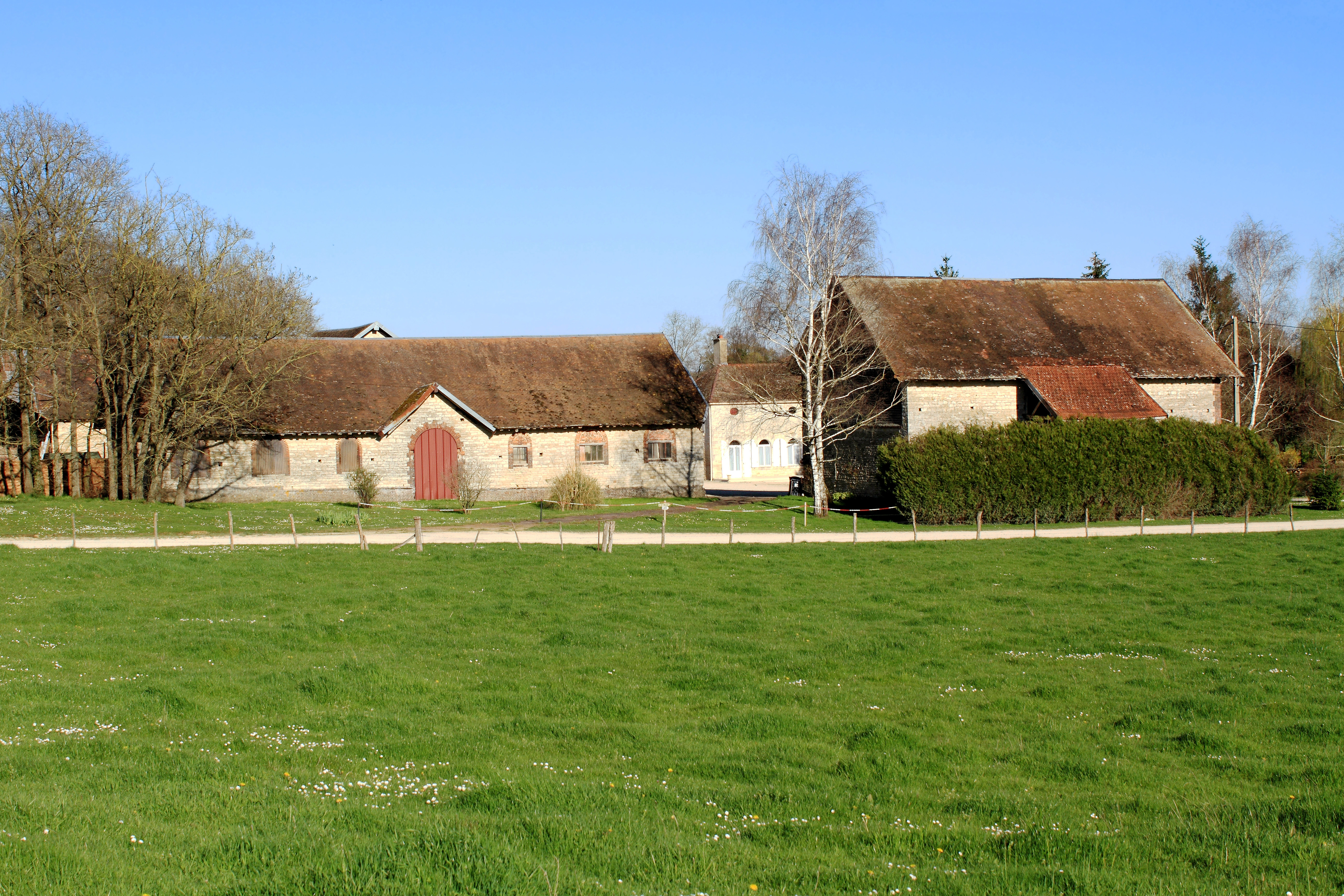
Ferme de la Marque.
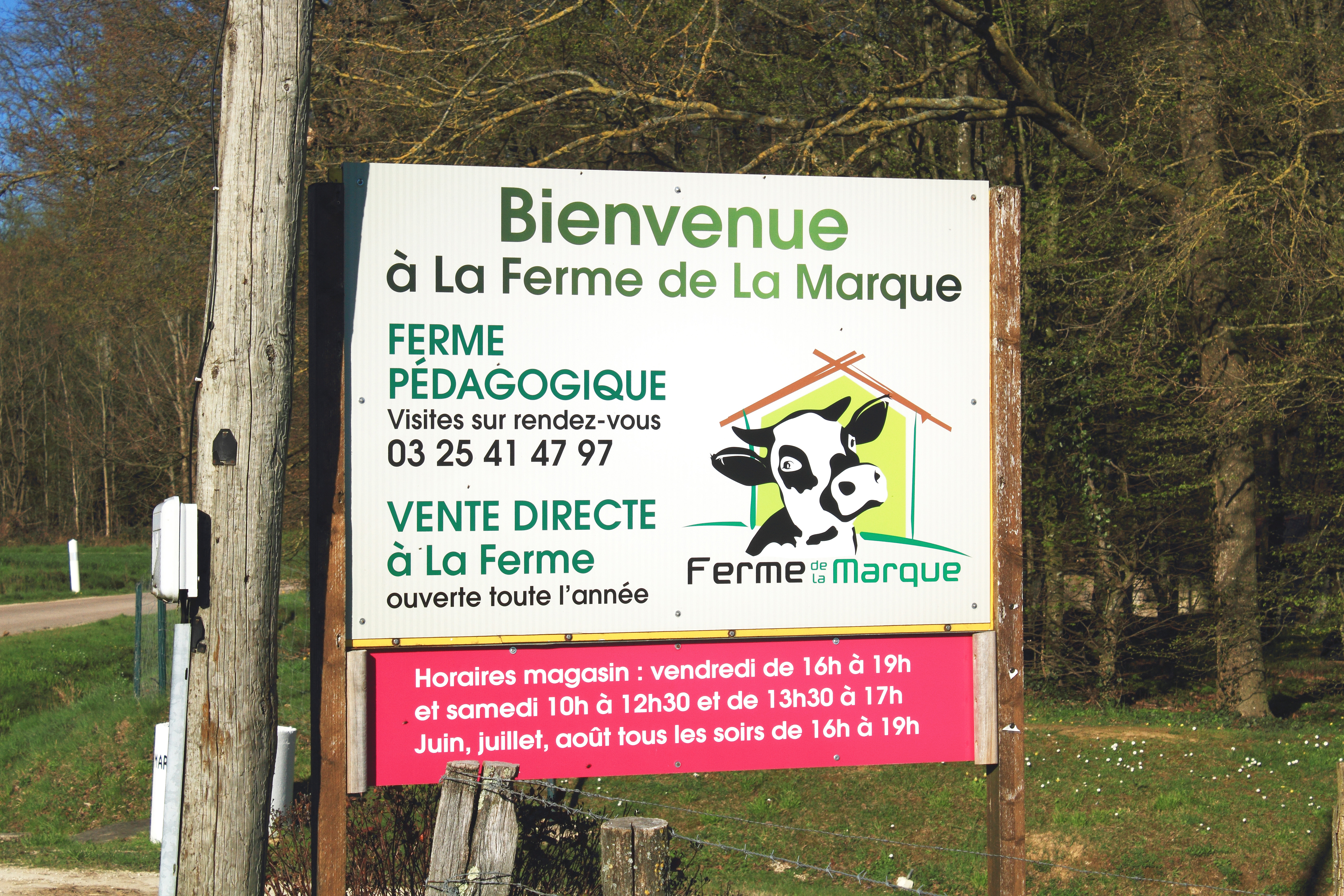
Accueil de la ferme de la Marque.
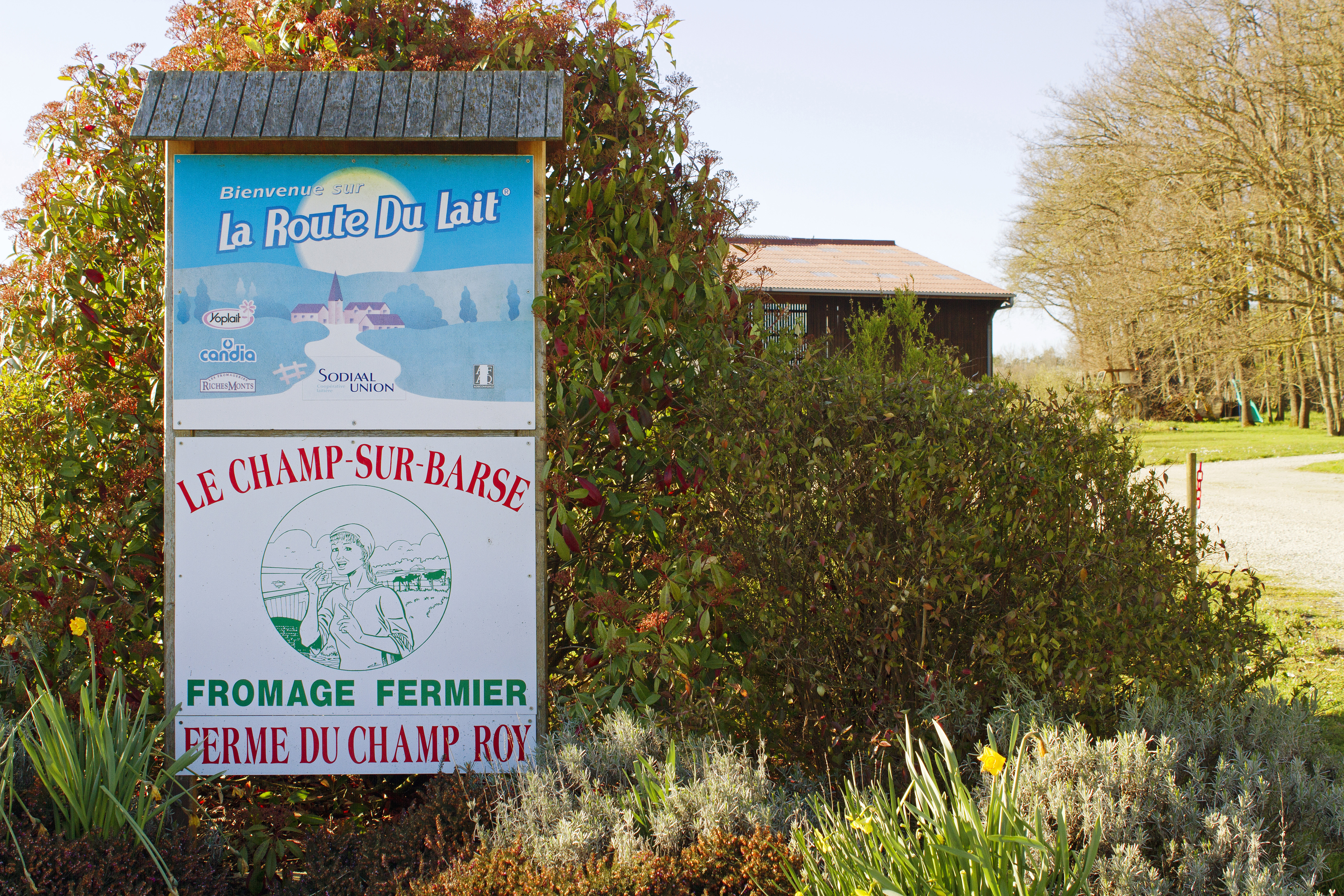
Ferme du Champ-Roy, fabrique du fromage local.

- Mairie, petit bâtiment construit en 1891, en appareil de briques avec une lucarne de façade. Son mobilier est répertorié IGPC 1990[35].
- Maison champenoise, actuellement abandonnée avec un corps d'habitation à pignon champenois (en débord de la façade) recouvert en demi-cercle de tavaillons de châtaignier, et une grange aux murs faits de bardeaux de bois horizontaux et verticaux, typiques de la Champagne Humide.

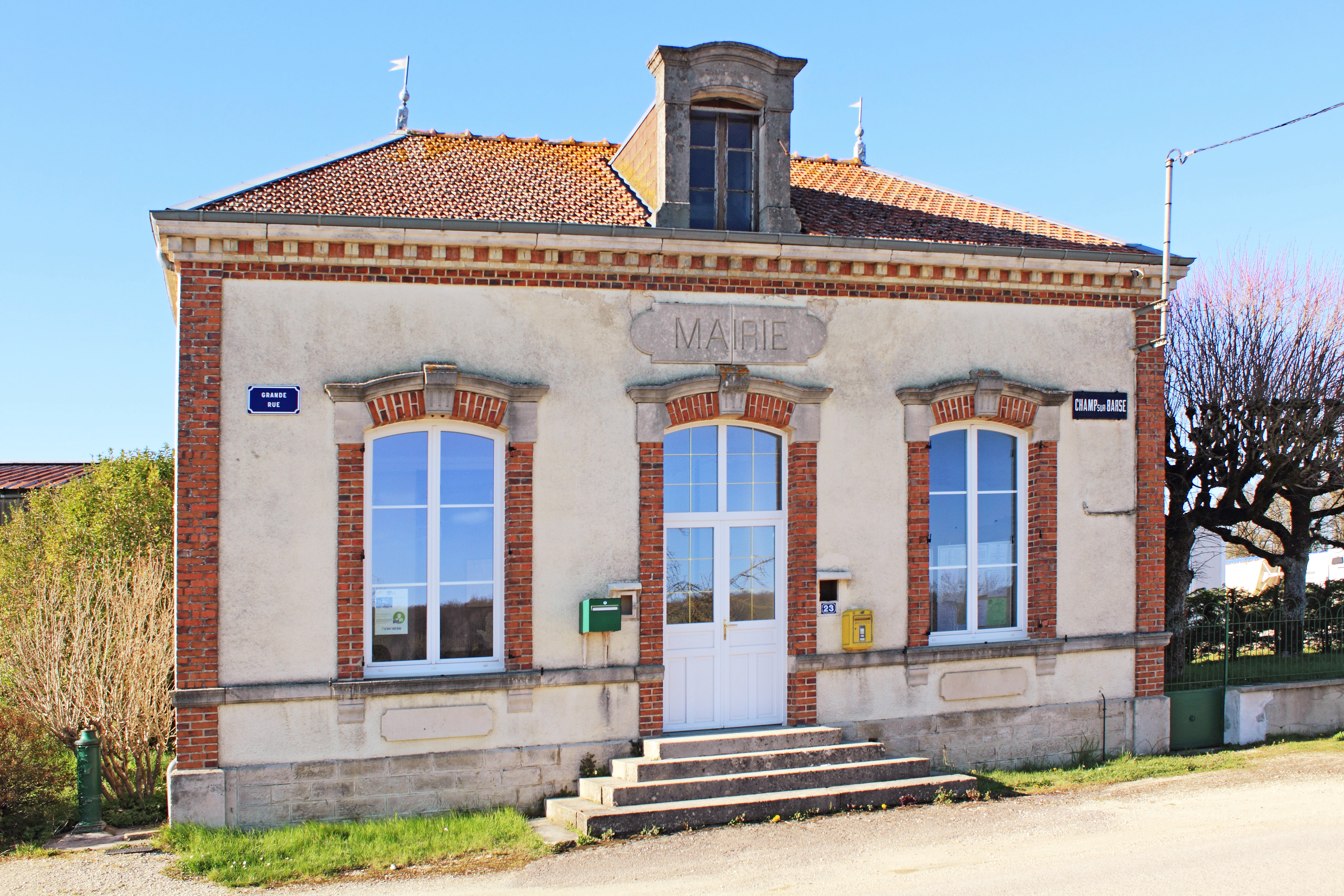
Élégante petite mairie.
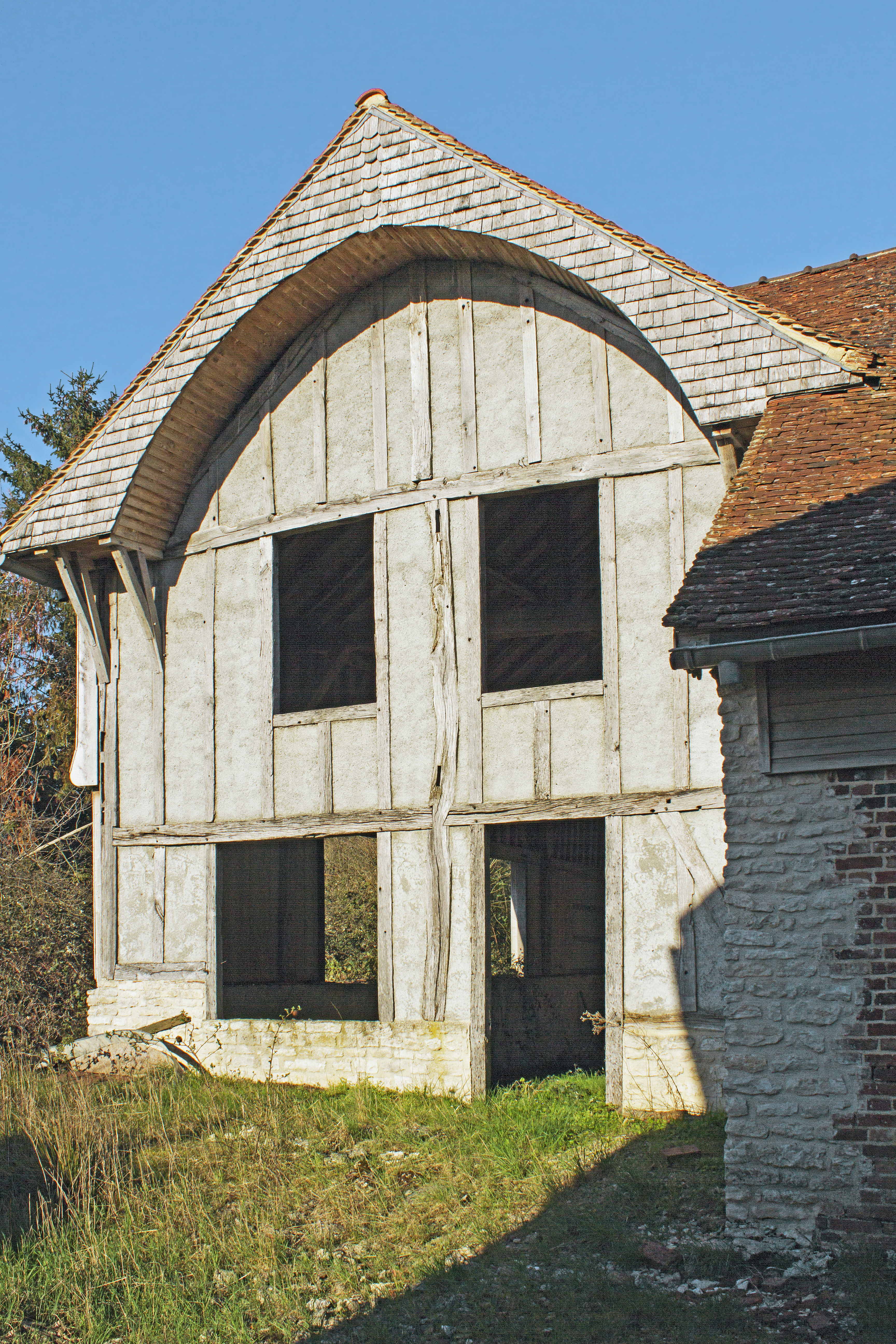
Maison à pignon champenois.
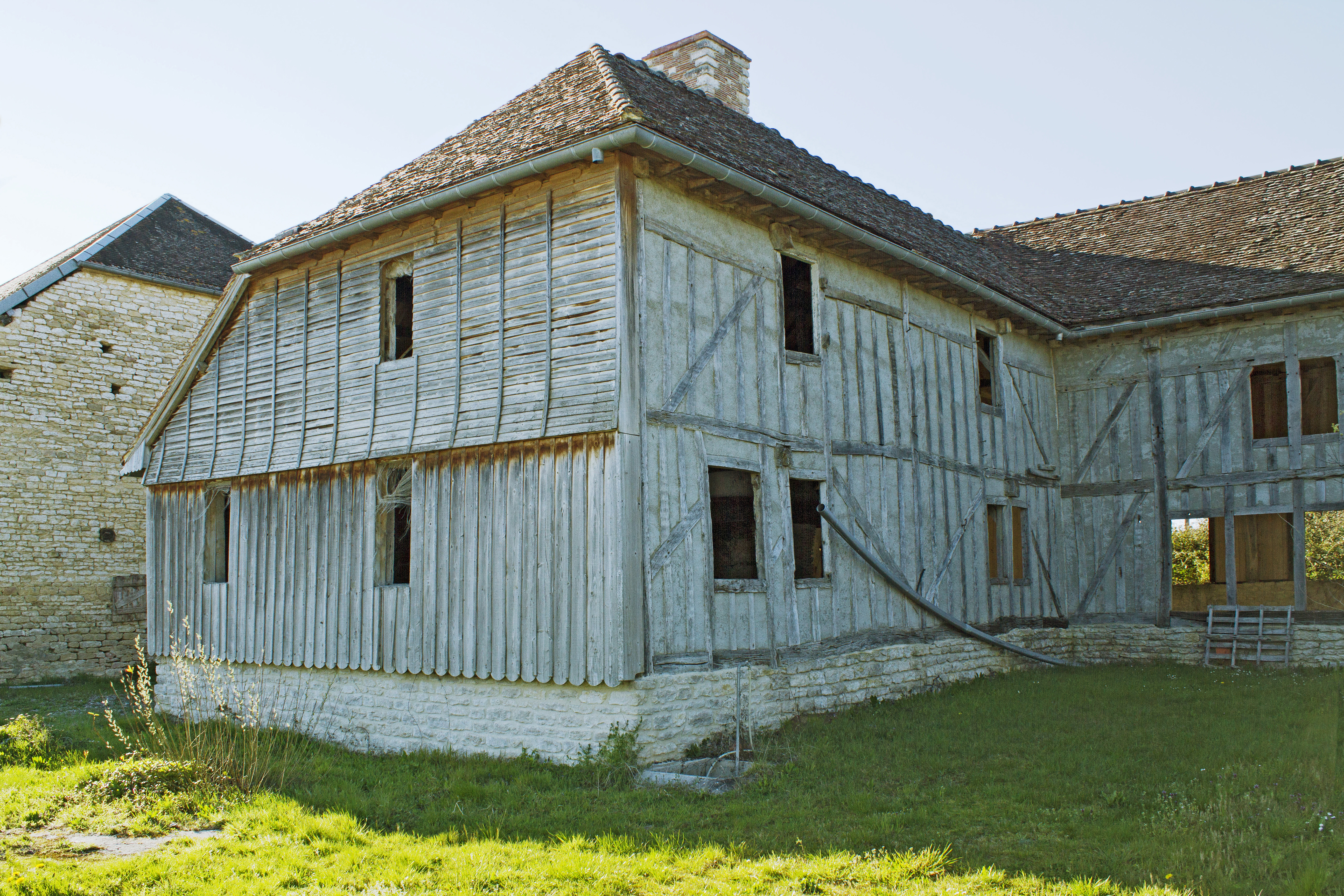
Murs en bardeaux de bois.
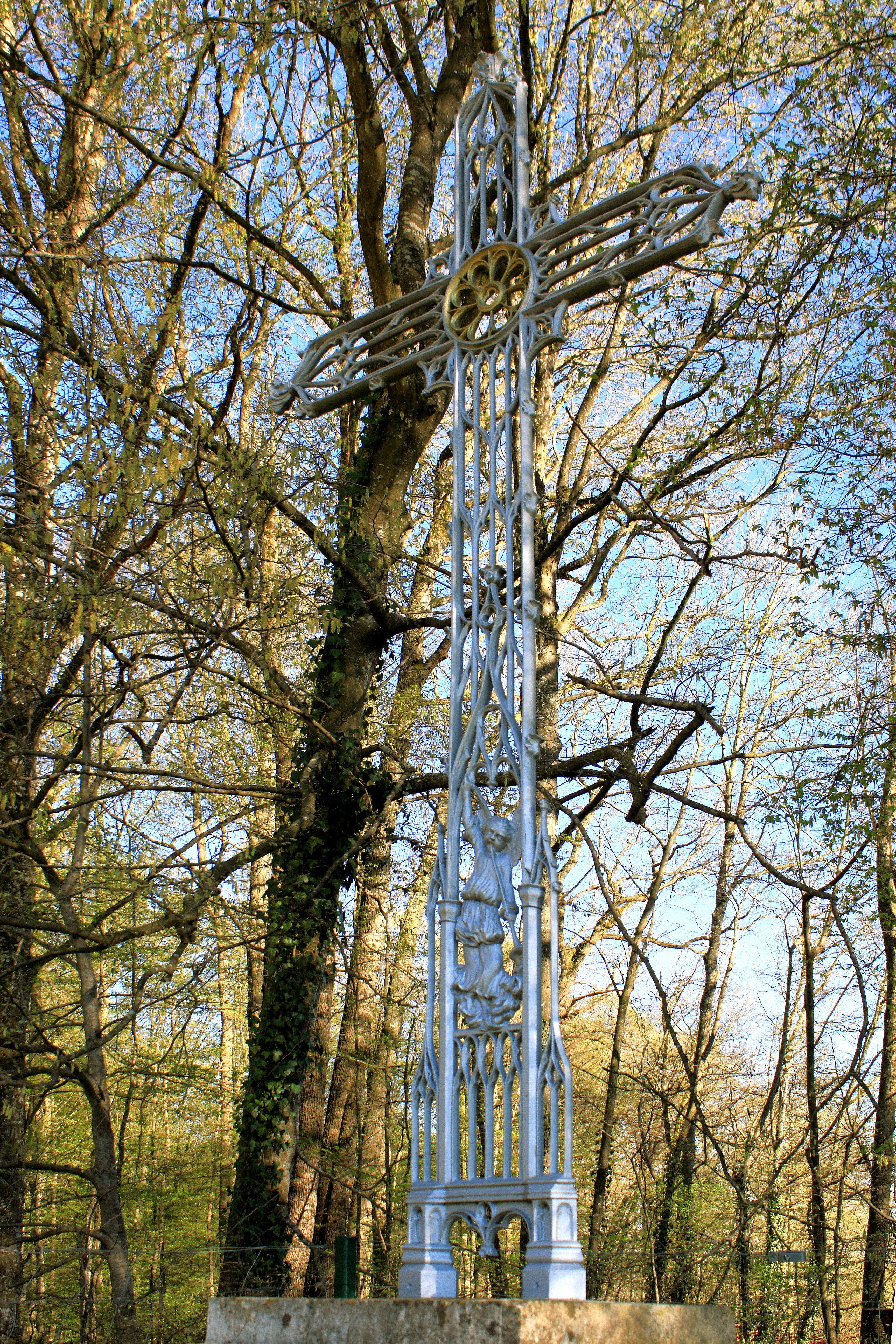
Croix en fonte de la Marque.
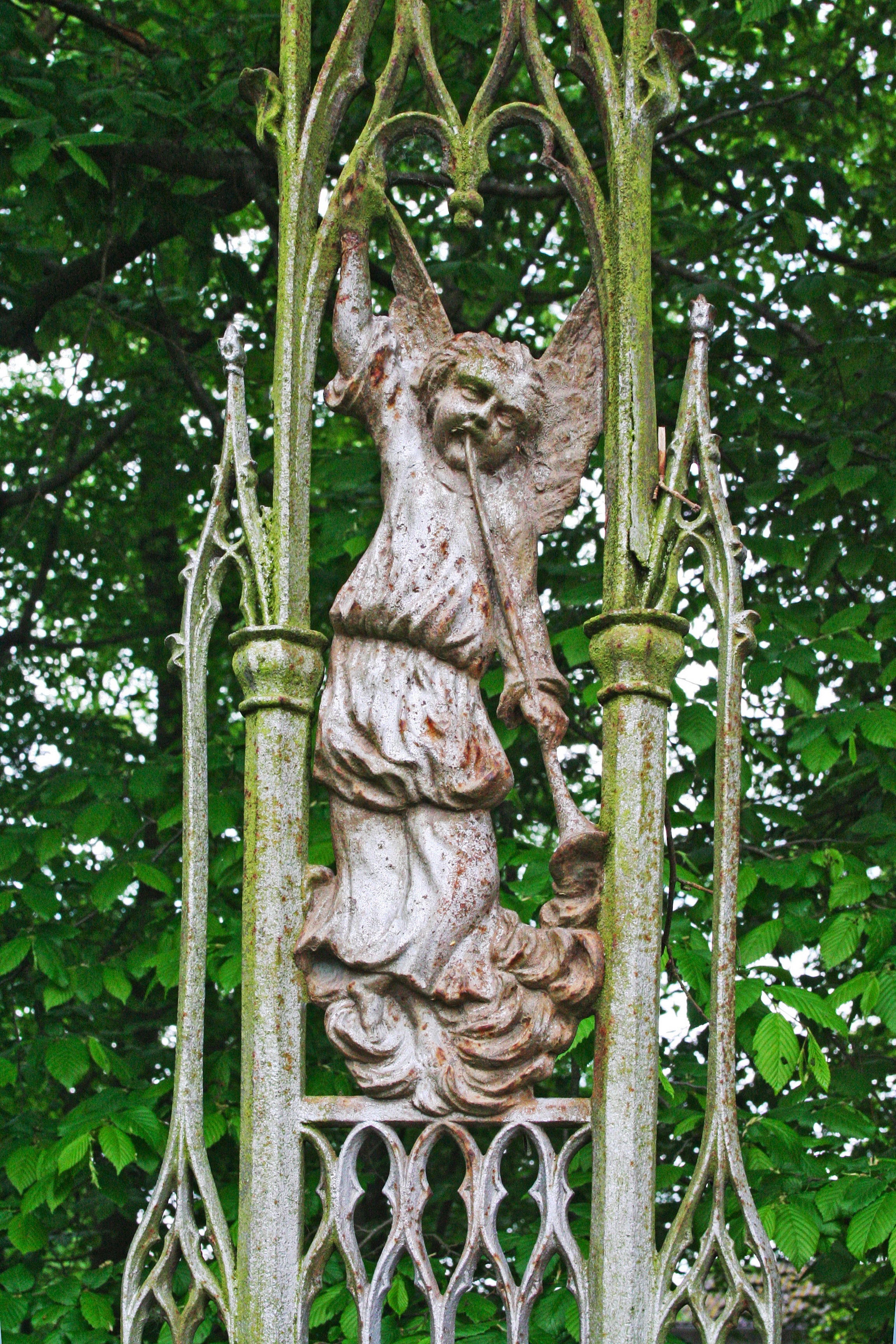
Détail de la croix.

Début 2017, la commune est « réputée sans clochers ».

### Personnalités liées à la commune
Alexis Joris révolutionnaire valaisan (suisse) décédé à l'âge de 66 ans le 22 août 1867 à Champ-sur-Barse, il s'était retiré en 1863 à la Marque qui était à l'époque un petit château.